# Патрік Раян
Патрік Джеймс Раян (англ. Patrick James Ryan; нар. 20 січня 1883 — пом. 13 лютого 1964) — американський легкоатлет ірландського походження, який спеціалізувався в метанні молота.

## Із життєпису
Емігрував з Ірландії до США 1910 року. Повернувся на Батьківщину 1924 року.
Олімпійський чемпіон з метання молота (1920).
Срібний олімпійський призер з метання ваги (1920).
Призові місця на чемпіонатах США просто неба:
- : метання молота (1913, 1914, 1915, 1916, 1917, 1919, 1920, 1921), метання ваги (1912, 1917);
- : метання молота (1912);
- : метання молота (1911).

Автор першого в історії світового рекорду, ратифікованого ІААФ (57,77; 1913). Цей рекорд був встановлений Раяном, коли він ще був підданим Британської імперії (громадянство США він отримав 1915 року) та був перевершений лише 1938 року.

## Визнання
- 2004 року в Лімерику було відкрито пам'ятник Раяну у вигляді його скульптури в повний зріст з молотом в руках.